# István Fiedler
István Fiedler (ur. 14 października 1871 w Nagybecskerek, zm. 25 października 1957 w Oradei) – węgierski duchowny rzymskokatolicki, biskup Oradea Mare i Satu Mare.

## Biografia
8 września 1894 w Temesvár otrzymał święcenia prezbiteriatu i został kapłanem diecezji segedyńsko-csanádzkiej. Po utracie przez Węgry części terytorium po I wojnie światowej, pracował w Rumunii.
16 października 1930 papież Pius XI prekonizował go biskupem Oradea Mare i Satu Mare. 8 grudnia 1930 przyjął sakrę biskupią z rąk nuncjusza apostolskiego w Rumunii abpa Angelo Marii Dolciego. Współkonsekratorami byli biskup Timișoary Augustin Pacha oraz biskup Alba Iulia Gusztáv Károly Majláth.
15 grudnia 1939 zrezygnował z biskupstwa. Otrzymał wówczas biskupstwo tytularne Mulia.